# Paracytheridea pseudoremanei
Paracytheridea pseudoremanei is een mosselkreeftjessoort uit de familie van de Paracytherideidae. De wetenschappelijke naam van de soort is voor het eerst geldig gepubliceerd in 1980 door Bonaduce et al..